# Les Voleurs de beauté
Les Voleurs de beauté est un roman de Pascal Bruckner publié le 30 août 1997 aux éditions Grasset et ayant reçu le prix Renaudot la même année.

## Éditions
- Les Voleurs de beauté, éditions Grasset, 1997,  (ISBN 978-2246493716).